# Moreland Hills (Ohio)
Pour l’article homonyme, voir Moreland Hills.
Moreland Hills est un village américain situé dans le comté de Cuyahoga, dans l'Ohio. Selon le recensement de 2010, sa population est de 3 320 habitants.